# Gunung Padang

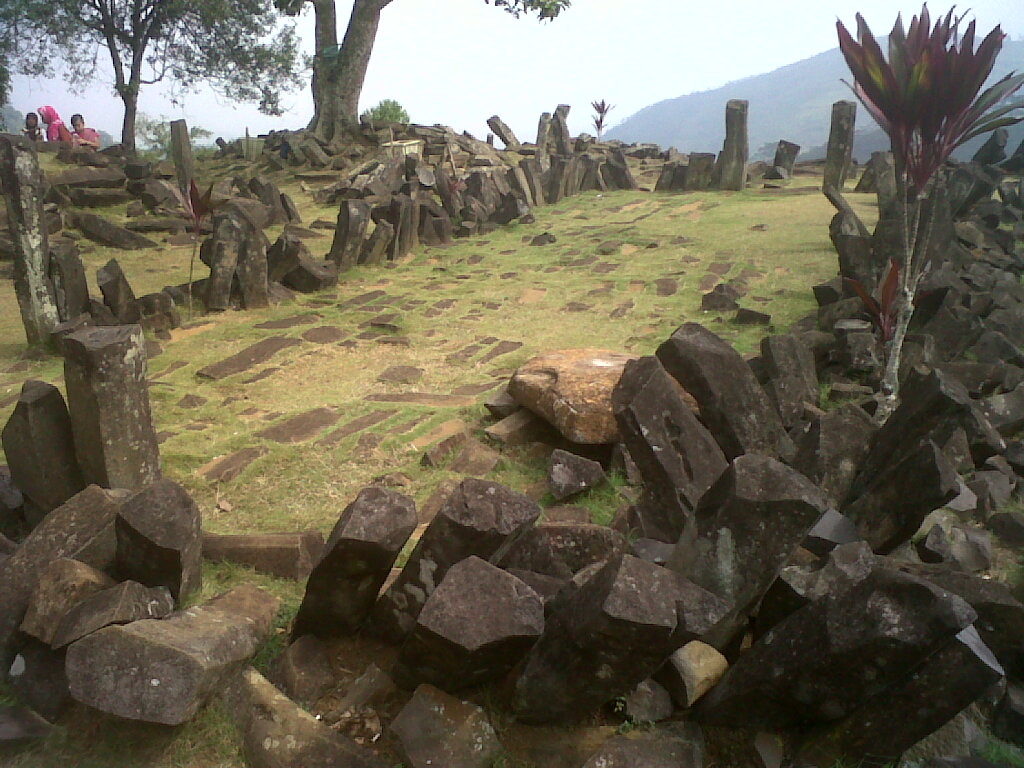
Gunung Padang (2011)

Gunung Padang ist eine archäologische Stätte in Karyamukti, Cianjur, Indonesien.

## Lage
Gunung Padang befindet sich in der Nähe des Dorfes Karyamukti. Es befindet sich 30 Kilometer von der Stadt Cianjur entfernt und 115 Kilometer südlich der Hauptstadt Jakarta.

## Beschreibung
Gunung Padang besteht aus fünf getrennten Terrassen, die durch mit Basaltsäulen markierte aufsteigende Treppen miteinander verbunden sind. Diese Basaltsäulen sind zwischen 25 Zentimetern und 40 Zentimetern breit und hoch und im Durchschnitt ca. 1,5 Meter lang und 250 Kilogramm schwer. Einige Basaltsäulen sind tatsächlich deutlich größer und wiegen mehr als 600 Kilogramm. 
Die gesamte Anlage erhebt sich stufenweise bis 960 Meter über den Meeresspiegel. Außerdem umfassen die Terrassen eine Gesamtfläche von etwa 900 Quadratmetern. Diese Terrassen sind von Nord-Nordwesten über eine aus 370 Stufen bestehende Treppe zugänglich, die in einem 45º-Winkel nach oben verläuft. Diese beginnt unten im Tal und verläuft von der Basis bis zur höchsten Terrasse 90 Meter in die Höhe. Alle Terrassen befinden sich übereinander auf einer nach Nordwesten ausgerichteten Hügelformation.

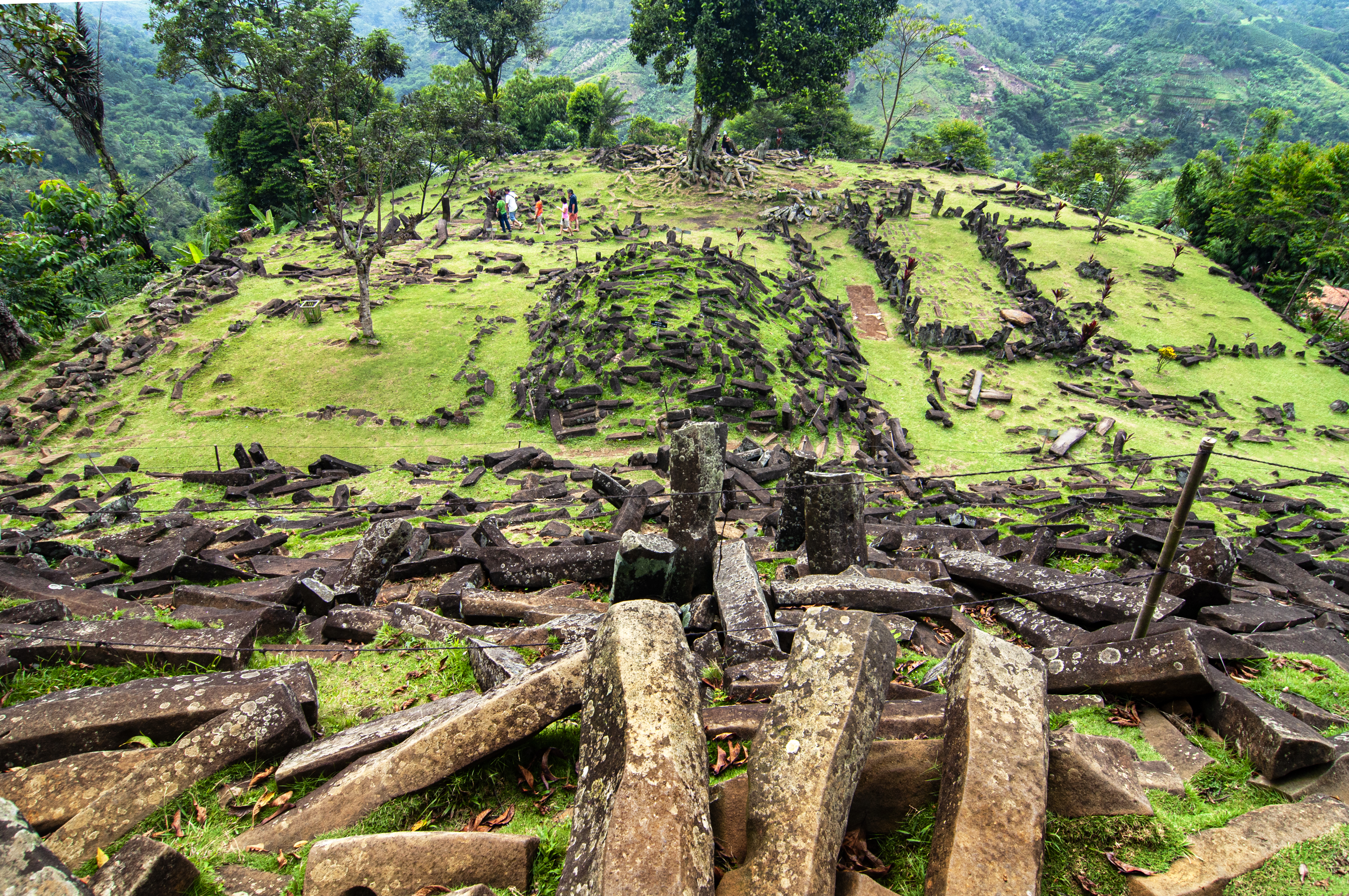
Eine der Terrassen von Gunung Padang

## Alter
Umstrittene Forscher behaupten, dass Teile des Bauwerks zwischen 22.000 v. Chr. und 20.000 v. Chr. entstanden sein sollen. 14.700 v. Chr., 9.600 v. Chr., 4.700 v. Chr. und 2.800 v. Chr. sollen angeblich weitere „Bauphasen“ stattgefunden haben.
In weiteren, kontroversen Untersuchungen aus dem Oktober 2023 behaupteten die Verfasser die Anlage sei sogar bis zu 27.000 Jahre alt. Diese Angaben beruhten auf Kohlenstoffdatierungen der unterschiedlichen Schichten der Pyramide. Im März 2024 zogen die Herausgeber von Archaeological Prospection und der Verlag Wiley den Artikel nach Prüfung zurück, da die untersuchten Bodenproben nicht zuverlässig mit Artefakten oder Merkmalen in Verbindung gebracht wurden, die als anthropogen oder „man-made“ interpretiert werden können.

## Entdeckungsgeschichte
Gunung Padang wurde 1891 erstmals durch den niederländischen Historiker Rogier Verbeek in seinem Buch Oudheden van Java: lijst der voornaamste overblijfselen uit den Hinduetijd op Java erwähnt, das auf einem Besuch und Bericht von M. De Corte aus dem Jahr 1890 basiert. Gunung Padang wurde 1914 erneut vom niederländischen Archäologen Nicolaas Johannes Krom erwähnt. Danach geriet die Stätte in Vergessenheit, bis sie 1979 durch eine Gruppe lokaler Bauern wiederentdeckt wurde. 1998 wurde die Stätte zu einem Kulturerbe von lokalem Interesse erklärt. Ende Juni 2014 wurde Gunung Padang dann zu einem nationalen Kulturerbe erklärt.

## Trivia
Graham Hancock popularisierte Gunung Padang in der ersten Folge der ersten Reihe der Netflix-Serie Ancient Apocalypse.